# José Ángel Hevia
José Ángel Hevia Velasco, conegut amb el nom artístic d'Hevia (Villaviciosa, Astúries, 11 d'octubre de 1967) és un gaiter asturià i acadèmic d'honor de l'Acadèmia de la Llengua Asturiana. És també famós per haver inventat, al costat d'Alberto Arias i Miguel Dopico, la gaita electrònica multitímbrica i sobretot pels seus àlbums, en els quals fusiona la gaita amb tota mena de sons.

## Biografia
Hevia va començar a tocar la gaita a l'edat de 7 anys. La seva afició va néixer quan, amb quatre anys, va veure per primera vegada un gaiter tocant al carrer. El 1985 va fundar la seva primera banda de gaites a Villaviciosa. Va fundar i va dirigir cinc bandes de gaites que formaven la Bandona d'Astúries: Banda de Gaites Villaviciosa, Banda de Gaites Mieres del Camin, Banda de Gaites Ribesella, Banda de Gaites Tanques amb clau i Banda de Gaites Rei Aurelio.
El 1991 va guanyar, juntament amb la seva germana María José, el primer premi en la "Mostra Nacional de Música Folk per a joves intèrprets de l'Institut de la Joventut". El premi consistia en l'enregistrament d'un disc que es va dir Hevia. Era més tradicional, encara que amb innovacions importants pel folk de l'època. Aquest mateix any va guanyar, juntament amb Santi Caleya, el primer premi de "Recerca Etnomusicológica, Eduardo Martínez Torner" del Conservatori Superior de Música d'Oviedo, amb el treball Método de Gaita Asturiana. Formà part del grup de música folk Boides, amb el qual va enregistrar el disc Asturies, camín de Compostela.
El 1992 va guanyar el primer premi del Trofeu per a solistes de gaita en el Memorial Remis Ovalle d'Oviedo. Aquest mateix any guanyà el Trofeu Macallan per a solistes de gaita del Festival Intercèltic de Lorient, a França.
El 1993 guanyà el primer lloc en I Concurs i Mostra de Folklore Ciutat d'Oviedo, en la modalitat de gaiters solistes. Aquell mateix any va guanyar, amb María José, el "Concurs per a Duos d'Instrumentistes Tradicionals", en els "Rencontres Internationales de Luthiers et Maîtres Sonnerurs" de St. Chartier, França.
El 1994 guanyà el II Concurs i Mostra de Folklore Ciutat d'Oviedo. A més, dues de les seves bandes van aconseguir els primers llocs. El 1995 va aconseguir el primer premi en la modalitat de solistes de gaita en el III Concurs i Mostra de Folklore Ciutat d'Oviedo. També va obtenir el primer premi en el Trofeu per a Solistes de Gaita, Memorial Remis Ovalle. El 1996 va obtenir el primer lloc en la modalitat de solistes de gaita en l IV Concurs i Mostra de Folklore Ciutat d'Oviedo.
Va aconseguir l'èxit amb el primer disc en solitari, Tierra de nadie, el 1998, del qual va vendre dos milions de còpies. Amb aquest treball, i gràcies principalment al tema "Busindre Reel", va aconseguir diverses certificacions d'or i platí a Europa, especialment a Itàlia, i va ser el número u de Els 40 Principals el 17 d'abril de 1999. Els premis se succeïren: Ondas, Premios Amigo, Premis de la Música i el 2000 el "Multiplatinum Award" per vendes superiors a un milió de discos a Europa. Després d'aquest àlbum van venir: Al otro lado - A l'otru llau el 2000, amb mig milió de còpies venudes, i Étnico ma non troppo el 2003.
Els concerts se succeïren ininterrompudament des de l'any 1998, i va actuar des de llavors en múltiples festivals, tant celtes, pop, jazz, o religiosos, com al Concert de Nadal del Vaticà, el 2001.
El 2007 publicà l'àlbum Obsession, amb una tendència més chill-out que els anteriors, però sense perdre les arrels celtes.
A més d'instrumentista, Hevia compon la majoria dels temes que integren els seus discos. També va ser soci de la fàbrica d'instruments musicals ARHPA, juntament amb Juan Manuel Parrado, Carlos Aragó i Jaime Aragó, amb seu a Guadarrama.
L'any 2008, va col·laborar amb el grup Nuevas Amistades, format per Alberto Comesaña i Yolanda Yone, i van participar en la cançó La Felicita, que finalment no va ser seleccionada per representar Espanya a Eurovisió.

## Compromís amb la llengua asturiana
José Ángel Hevia s'ha implicat des de fa temps en diverses campanyes no partidistes en defensa de la llengua asturiana. Ha estat l'encarregat de llegir manifestos en manifestacions i s'ha compromès cívicament amb la defensa de l'idioma, participant en la campanya "Doi la cara pola oficialidá".
Al maig de 2009 va ser reconeguda la seva faceta com a ferm defensor del reconeixement de l'asturià com llengua oficial, en ser nomenat acadèmic d'honor de l'Acadèmia de la Llengua Asturiana.

## Discografia

### Àlbums
Hevia (1991)
1.- Baille'l Centru
2.- Entemediu de Sabino
3.- Xiringüelu de Remís
4.- Fandangu Lletariegos
5.- La Procesión
6.- Muñeira de Veriña
7.- Agarraos
8.- Muñeira de Carcarosa
9.- Reels: the masons apron The Miss Mc Leod's
10.- Escorribanda n'Orandi
11.- Diana Floreada
Tierra de nadie (1998)
1.- Busindre Reel
2.- Naves
3.- Si La Nieve
4.- Gaviotes
5.- El Garrotin
6.- El Ramu
7.- La Linea
8.- Llaciana
9.- Sobrepena
10.- Barganaz
11.- Añada
Al otro lado - Al otru llau (2000)
1.- Tanzila
2.- Fandagu los llobos
3.- El salton
4.- Kyrie eleison
5.- Mermuradora
6.- Baños de Budapest
7.- El sitiu
8.- Rubiercos
9.- Son del busgosu
10.- Si quieres que te cortexe
11.- Marcha del Dos de Mayo
Tierra de Nadie: Edición Especial: CD + DVD (2000)
CD
01.- Busindre Reel
02.- Naves
03.- Si la nieve
04.- Gaviotes
05.- El Garrotin
06.- El Ramu
07.- La línea trazada
08.- Llaciana
09.- Sobrepena
10.- Barganaz
11.- Añada
12.- Corri Corri
13.- Busindre Reel (radio mix)
14.- El Garrotin (single mix)
15.- Sobrepena (by Jean)
DVD
1.- Busindre reel (video-clip)
2.- Baños de Budapest (video-clip)
3.- Tanzila (video-clip)
4.- Baños de Budapest (Teatro Campoamor)
5.- Fandango los llobos (Teatro Campoamor)
6.- El salton (Teatro Campoamor)
7.- Si la nieve (Teatro Campoamor)
8.- EPK Al otro lado
9.- Entrevista Tierra de nadie
10.- Spot Tierra de nadie
11.- Spot Tierra de nadie (catalan)
12.- Spot Tierra de nadie (El garrotin/Busindre reel)
13.- Spot Étnico ma non troppo
Étnico ma non troppo (2003)
1.- Taramundi
2.- Carretera d'Avilés
3.- La carriola
4.- Pericote
5.- Tirador
6.- El torques
7.- San Xuan
8.- Pasu pasucais
9.- Étnico ma non troppo
10.- Entremediu
Obsession (2007)
1.- Albo
2.- Albandi
3.- Obsessión
4.- Los mártires de Rales
5.- Vueltes
6.- Carrandi
7.- Soy pastor
8.- Keltronic
9.- Morning star
10.- Keltic brass
11.- Taranus
12.- Lluz de domingu

### Compilats
Tierra de Hevia (2005)
1.- Tirador
2.- Gaviotes
3.- Tanzila
4.- Busindre Reel
5.- Taramundi 130
6.- El Saltón
7.- Carretera d'Aviles
8.- Sobrepena
9.- Baños de Budapest
10.- Naves
11.- El Sitiu
12.- Fandangu Los Llobos
13.- La Carriola
14.- El Garrotín (Single Remix)
15.- Busindre Reel (Clubbie Extended Mix)
16.- Los Baños De Budapest (Extended Remix)
17.- Tirador (Carlos Jean Remix)
Grandes éxitos: Hevia (2005)
1.- Busindre reel
2.- El garrotín
3.- Tanzila
4.- El saltón
5.- Tirador
6.- Carretera d' Avilés
7.- Sobrepena
8.- Naves
9.- El sitiu
10.- Gaviotes
11.- La línea trazada
12.- Fandangu los llobos
13.- La carriola
14.- Taramundi 130
15.- Baños de Budapest
Lo mejor de Hevia (2009)
1.- Busindre Reel
2.- El Garrotín
3.- Tanzila
4.- El Sitiu
5.- Carretera D'Avilés
6.- La Linea Trazada
7.- Sobrepena
8.- Naves
9.- Tirador
10.- El Saltón
11.- Baños De Budapest
12.- Gaviotes (Album Version)
13.- Fandangu Los Llobos
14.- La Carriola
15.- Taramundi 130
16.- Kyrie Eleison
17.- El Torques
18.- Si La Nieve

### Singles
- El Saltón
- El Garrotín
- Busindre Reel
- El Garrotín (remix)
- Sobrepena
- Baños de Budapest (Nuevo tema, incluye remix)
- Tanzila
- Taramundi 130
- Tirador
- Lluz de domingu - Obsession